# Coleophora drypidis
Coleophora drypidis é uma espécie de mariposa do gênero Coleophora pertencente à família Coleophoridae.